# Качалов, Иван Андреевич
Ива́н Андре́евич Кача́лов (1821—1887) — русский генерал-лейтенант артиллерии, участник Туркестанских походов. Комендант Брест-Литовской крепости.

## Биография
Родился в 1821 году; происходил из дворян Новгородской губернии.
Воспитывался в Новгородском Аракчеевском корпусе, произведён в прапорщики из Дворянского полка 8 августа 1842 года, в 1858 году переведён в Оренбургский военный округ.
Назначенный в 1860 году командиром крепостной артиллерии в форте Перовский, И. А. Качалов участвовал в походах против кокандцев и оказал целый ряд боевых отличий при взятии: Яны-Кургана, Дин-Кургана, Туркестана, Чимкента и Ниязбека; в последнем деле, отрядом генерала Качалова, состоявшем из 9 ½ рот и 12 орудий, взято 370 человек пленными, 6 орудий, 7 фальконетов, много ручного оружия и прочего; за эти отличия получил в течение 1861—1865 г. три чина и два ордена.
С 1866 по 1876 год Иван Андреевич Качалов состоял помощником начальника артиллерии Киевского военного округа и после непродолжительного пребывания в должности начальника артиллерии Казанского военного округа, Качалов, произведённый в чин генерал-лейтенанта 30 августа 1876 года, назначен был комендантом Брест-Литовской крепости.
Умер в ноябре 1884 года и похоронен на гарнизонном кладбище в г. Брест.